# Aschenhof
Der Aschenhof war ein zum Zentgericht Benshausen und später zum hennebergischen Amt Suhl gehöriges Rittergut.

## Geographische Lage
Der Aschenhof lag im südlichen Thüringer Wald zwischen Benshausen und Albrechts nordwestlich der Stadt Suhl. Während seiner Zugehörigkeit zum Amt Suhl lag er an dessen Westgrenze zum Amt Kühndorf. Heute gehört er zur kreisfreien Stadt Suhl im Freistaat Thüringen.

## Geschichte
Die Flurnamen Aschenkopf und Aschenberg verweisen auf die gewerbsmäßige Pottaschengewinnung – einem Rohstoff für die spätmittelalterliche Glasherstellung im 15. Jahrhundert.
Dem 1528 säkularisierten Kloster Frauenbreitungen an der Werra, in der Grafschaft Henneberg-Schleusingen, gehörte auch Splitterbesitz in der Umgebung von Suhl. 1587 wurde ein einst zum Kloster gehöriger Waldhof am Aschenberg erwähnt. Zunächst stand er unter der Gerichtsbarkeit des Zentgerichts Benshausen. Nach dem Aussterben der Schleusinger Linie der Grafen von Henneberg gelangte der Aschenhof 1583 zum wettinischen Amt Suhl. Nachdem 1660 eine Realteilung der Grafschaft Henneberg erfolgt war, gehörte der Hof von 1660 bis 1718 zum albertinischen Sekundogenitur-Fürstentum Sachsen-Zeitz und danach direkt zum Kurfürstentum Sachsen.
Ab 1700 wird der Aschhof als Rittergut bezeichnet, der Meininger Kammerrat Philipp Albrecht von Buttlar hatte 1673 den Aschenhof erworben und durch Investitionen und Umbauten aufgewertet. Allerdings blieben die landwirtschaftlichen Erträge hinter den Erwartungen zurück, die Erben des 1707 verstorbenen Gutsbesitzers überschuldeten sich. 1788 wurde das Gut Aschenhof von dem Weinhändler Kräger aus Benshausen ersteigert. Durch den Wiener Kongress 1815 fiel der Aschenhof mit dem königlich-sächsischen Anteil der früheren Grafschaft Henneberg an Preußen.
Valtin Frühauf aus Rappelsdorf kaufte das Gut 1836. Nach sieben Jahren verkaufte er es 1842 wieder. Doch auch der Amtsmann Witschel, der folgende Besitzer, konnte es nicht erhalten. Nach einem Zwangsverkauf erwarb die Stadt Suhl das Gut. Es wurde zur Schenke „Biertunnel“ umgebaut. 1902 wurde ein Seitengebäude aus ungeklärter Ursache Opfer von Flammen.
1907 ging der Aschenhof in den Besitz des preußischen Staates über und wurde zu einer königlichen Domäne umfunktioniert. Durch ein erneutes Feuer wurde ein Teil des Gebäudes im Jahr 1912 zerstört. 1916 wurde der Aschenhof verkauft und auf seinem Gelände eine gärtnerische landwirtschaftliche Schule errichtet.
Im Zweiten Weltkrieg diente das Gut als Reservelazarett und Entbindungsheim für Frauen gehobener NS-Familien. 1946 bis 1976 waren dort ein Infektionskrankenhaus und später eine psychiatrische Abteilung untergebracht. Danach wurde in den Gebäuden die Bezirksschule der Zivilverteidigung der DDR eingerichtet und bis 1990 genutzt.
1992 ging der Aschenhof in das Eigentum des Landes Thüringen über. Vor einigen Jahren wurde das Gut zu einem Hotel umgebaut.